# Мобильная связь на Украине
16 июня 1993 года считается датой, когда в Украине была введена мобильная связь и осуществлен первый звонок с мобильного телефона. Первой компанией на рынке мобильной связи стала компания «UMC» (Ukrainian Mobile Communications — украинская мобильная связь, потом «МТС», теперь — «NEQSOL Holding» под брендом Vodafone)..
Регулятором украинского рынка телекоммуникаций является Национальная комиссия, осуществляющая государственное регулирование в сфере связи (НКРС).

## Технологии
По состоянию на 2021 год, большинство абонентов на Украине пользуются стандартом UMTS-HSPA+, который относится к третьему поколению мобильной связи (3G). Также по всей стране используются стандарты GSM (2G), CDMA2000 (3G) и LTE (4G).

## Количество абонентов
По состоянию на 1 апреля 2016 года, количество активных SIM-карт в стране Украине уменьшилось по сравнению с 2015 годом на 3,6 млн и составила 57,1 млн штук, таким образом уровень проникновения мобильной связи на Украине составил 133 %. Это обусловлено популярностью мобильных телефонов с 2 SIM-картами. Реально пользователями мобильной связи, по данным исследования Киевского международного института социологии, на конец 2013 года были 88 % жителей страны. Кроме мобильных телефонов сим-карты используются также в других устройствах, которые требуют связи для передачи данных или дистанционного управления (например различные промышленные датчики, сигнализации, терминалы, прочее. Подробнее M2M.).

## Доходы от мобильной связи
За 2015 год доходы от предоставления услуг мобильной связи увеличились на 5,2 % по сравнению с 2014 годом и составили 33,2 млрд гривен. Таким образом среднемесячный доход от одного абонента составил около 46 грн.

## Операторы
Основными операторами являются Киевстар, Vodafone (Украина) и Lifecell, которые вместе занимают более 97,5 % рынка мобильной связи на территории Украины.
| # | Оператор                    | Технологии | Кол-во абонентов, млн | Владельцы                                       |
| - | --------------------------- | --- | --------------------- | ----------------------------------------------- |
| 1 | Киевстар                    | GSM, UMTS-HSPA+, LTE Advanced                                                                                      | 26,1 (май 2022)       | Veon (100 %)                                    |
| 2 | Vodafone (Украина) / Yezzz! | GSM, CDMA, UMTS-HSPA+, LTE                                                                                         | 18,4 (май 2022)       | NEQSOL Holding (100 %)                          |
| 3 | Lifecell                    | GSM, UMTS-HSPA+, LTE Advanced, LTE Advanced Pro                                                                    | 10,1 (май 2022)       | Turkcell (100 %)                                |
| 4 | Интертелеком                | CDMA2000 EV-DO Rev.B/Lte 900                                                                                       | 1,313 (март 2016)     | Odinaco Ltd (Кипр, 49 %), Виктор Гушан (35,7 %) |
| 5 | 3Mob / LycaMobile           | UMTS (использует GSM-сеть Vodafone (Украина) в режиме национального роуминга, там, где нет покрытия его сети UMTS) | 0,839 (март 2013)     | Укртелеком (100 %)                              |
| 6 | PEOPLEnet                   | CDMA | 0,866 (март 2013)     | Телесистемы Украины (100 %)                     |